# Geophaps
Geophaps é um gênero de aves da família Columbidae.
As seguintes espécies são reconhecidas:
- Geophaps plumifera Gould, 1842
- Geophaps scripta (Temminck, 1821)
- Geophaps smithii (Jardine & Selby, 1830)